# Sicyodes walkeri
Sicyodes walkeri är en fjärilsart som beskrevs av Hans Daniel Johan Wallengren 1873. Sicyodes walkeri ingår i släktet Sicyodes och familjen mätare. Inga underarter finns listade i Catalogue of Life.